# Fredrik Møller
Fredrik Møller (ur. 27 października 2000) – norweski narciarz alpejski.

## Kariera
Po raz pierwszy na arenie międzynarodowej pojawił się 1 grudnia 2016 roku w Geilo, gdzie w zawodach juniorskich zajął 121. miejsce w gigancie. Nigdy nie wystąpił na mistrzostwach świata juniorów w narciarstwie alpejskim. Od sezonu 2021/2022 zaczął startować w zawodach Pucharu Europy. W sezonie 2022/2023 po raz pierwszy stanął na podium zawodów tego cyklu - 7 lutego 2023 roku w Folgarii zwyciężył w gigancie.
W zawodach Pucharu Świata zadebiutował 9 grudnia 2023 roku w Val d’Isère, gdzie zajął 24. miejsce w gigancie. Tym samym już w debiucie zdobył pierwsze punkty. Na podium zawodów pucharowych po raz pierwszy stanął 29 grudnia 2024 roku w Bormio, wygrywając rywalizację w supergigancie. W zawodach tych wyprzedził Austriaka Vincenta Kriechmayra i Szwajcara Alexisa Monneya.
Wystartował na mistrzostwach świata w Saalbach w 2025 roku, zajmując piąte miejsce w supergigancie i piętnaste w zjeździe.

## Osiągnięcia

### Mistrzostwa świata
| Miejsce | Dzień     | Rok  | Miejscowość | Konkurencja          | Czas biegu | Strata | Zwycięzca         |
| ------- | --------- | ---- | ----------- | -------------------- | ---------- | ------ | ----------------- |
| 5.      | 7 lutego  | 2025 | Saalbach    | Supergigant          | 1:24,57    | +1,22  | Marco Odermatt    |
| 15.     | 9 lutego  | 2025 | Saalbach    | Zjazd                | 1:40,68    | +1,55  | Franjo von Allmen |
| DNF2    | 12 lutego | 2025 | Saalbach    | Kombinacja drużynowa | 2:42,38    | –      | Szwajcaria 1      |

### Puchar Świata

#### Miejsca w klasyfikacji generalnej
- sezon 2023/2024: 109.
- sezon 2024/2025: 26.

#### Miejsca na podium w zawodach
1. Bormio – 29 grudnia 2024 (supergigant) – 1. miejsce